# Park stanowy Washington Monument
Park stanowy Washington Monument (ang. Washington Monument State Park) – park stanowy w stanie Maryland o powierzchni 0,59 km² (147 akrów), położony na granicy hrabstw Washington i Frederick. Główną atrakcją parku jest pierwszy w Stanach Zjednoczonych pomnik wzniesiony na cześć pierwszego prezydenta USA, George’a Washingtona. Przez park przebiega również krótki odcinek szlaku Appalachów. 

## Historia
Historia parku sięga 4 lipca 1827 roku. Według przekazów historycznych, tego dnia, przypadającego w Dzień Niepodległości, około pięciuset mieszkańców pobliskiej miejscowości Boonsboro przy dźwięku piszczałek i bębnów udało się pieszo około 3 kilometry na wierzchołek Góry Południowej (ang. South Mountain) z zamiarem postawienia pierwszego w Stanach Zjednoczonych pomnika na cześć George'a Washingtona, pierwszego prezydenta Stanów Zjednoczonych. Miejsce postawienia pomnika zostało wybrane ze względu na licznie występujące tu granitowe bloki skalne, z których planowano zbudować pomnik. Ponieważ na miejscu budowy nie było wody koniecznej do zrobienia zaprawy murarskiej, pomnik budowano na sucho z precyzyjnie przycinanych bloków.
Prace zakończono około 16:00 odczytaniem Deklaracji niepodległości Stanów Zjednoczonych, gdy pomnik o średnicy około 16,5 metra osiągnął wysokość około 4,5 metra. Budowa pomnika została ukończona jesienią 1827 roku, gdy osiągnął on wysokość ponad 9 metrów. Wewnątrz wieży znajdowały się schody prowadzące na platformę widokową. Dla porównania, budowę bardziej znanego pomnika Waszyngtona w Waszyngtonie rozpoczęto dopiero w roku 1848.
W kolejnych latach pomnik Washingtona stał się popularnym miejscem spotkań. Podczas wojny secesyjnej, głównie podczas bitwy pod Antietam, pomnika używano jako wieży sygnalizacyjnej, wkrótce jednak na skutek pogody oraz wandalizmu popadł w ruinę. W roku 1882 został odbudowany, jednak w ciągu kilkunastu lat ponownie stał się stertą gruzu.
W latach 20. XX wieku roku działka o powierzchni 0,4 hektara z pozostałościami pomnika została zakupiona przez lokalną fundację historyczną i w 1934 roku została przekazana stanowi Maryland z zamiarem utworzenia parku stanowego. Pomnik Washingtona został po raz trzeci odbudowany i otwarty 4 lipca 1936 roku, w 109. rocznicę rozpoczęcia jego budowy. Teren parku wielokrotnie ulegał powiększeniu do obecnego rozmiaru 0,59 km².

## Park obecnie
Poza pomnikiem Washingtona, na terenie parku znajduje się niewielkie muzeum z eksponatami ilustrującymi historię okolicy. Z muzeum do pomnika prowadzi krótki szlak pieszy, wzdłuż którego znajdują się liczne tablice informacyjne opisujące chronologicznie życiorys George’a Washingtona. Przy muzeum znajduje się również plac zabaw dla dzieci oraz urządzenia ułatwiające organizację pikników. Jesienią park jest popularnym miejscem obserwacji migracji ptaków, głównie jastrzębi i orłów.
Przez park przebiega również krótki odcinek szlaku Appalachów. Idąc nim około 5 kilometrów na północ można dojść do parku stanowego Greenbrier, zaś idąc na południe można dojść do parku stanowego Gathland i dalej do miejscowości Harpers Ferry w Wirginii Zachodniej.